# 1381 Данубія
1381 Данубія (1381 Danubia) — астероїд головного поясу, відкритий 20 серпня 1930 року.
Тіссеранів параметр щодо Юпітера — 3,446.